# 주라후
주라후(周羅睺, 542년 ~ 605년)는 중국 남조 진과 수의 장군으로, 자는 공포(公佈)이고, 구강군(九江郡) 심양현(潯陽縣) 사람이다. 주중은(周仲隱)의 아버지이다.

## 생애

### 남조 진나라에서의 생애
남조의 양(梁)에서 주법고(周法暠)의 아들로 태어났으며, 15세 때부터 말타기와 활쏘기를 잘했고 응구(鷹狗)를 좋아했다.
진의 선제(宣帝) 때 전공을 세워 개원장군(開遠將軍)·구용현령(句容縣令)으로 임명되었으며, 후에 대도독(大都督) 오명철(吳明徹)의 아래에서 북제(北齊)군과 강양에서 싸웠는데, 왼쪽 눈에 유시를 맞았다.
북제군이 오명철을 숙예(宿預)에서 포위하자, 주라후는 말을 달려 돌진했고 태복경(太僕卿) 소마하(蕭摩訶)가 그를 보좌해, 진군은 북제군에 대승했다.
577년(태건 9년) 오명철이 북벌군을 서주(徐州)로 진군시켜 북주(北周)의 양사언(梁士彦)과 팽성(彭城)에서 싸웠는데, 이때 주라후는 적진 앞에서 낙마한 소마하를 구원해 그를 데리고 엄중한 포위를 돌파했다.
이듬해 오명철이 패하자 전군을 이끌고 귀환했으며, 같은 해 광원장군(光遠將軍)·종리태수(鍾離太守)를 거쳐 또 그 이듬해 사지절(使持節)・도독곽주제군사(都督霍州諸軍事)로 임명되었다.
산적 12동(洞)을 평정해 우군장군(右軍將軍)으로 임명되고 시안현백(始安縣伯)에 봉해졌으며, 이후 총관검교양주내외제군사(總管檢校揚州內外諸軍事), 진릉태수(晉陵太守), 태복경(太僕卿), 웅신장군(雄信將軍)을 거쳐 사지절·도독예장십군제군사(都督豫章十郡諸軍事)·예장내사(豫章內史)로 임명되었는데, 이때 사법의 절차를 관리에게 맡기지 않아 백성들이 그를 따르며 송덕비(頌德碑)를 세웠다.
지덕(至德) 연간에 지절(持節)·도독남천제군사(都督南川諸軍事)로 임명되었는데, 강주사마(江州司馬) 오세흥(吳世興)이 주라후가 인심을 얻고 있는 것을 이유로 후주(後主)에게 그를 참소했고 소마하·노광달(魯廣達) 등이 주라후를 변호했다.
이 일을 알고 반란을 권하는 자가 있었으나, 주라후는 이를 거부하고 건강(建康)으로 귀환했으며, 태자좌위솔(太子左衛率)로 임명되고 후주에게 신임받게 되었다.
이후 도독상주제군사(都督湘州諸軍事)로 나갔다가 다시 소환되어 산기상시(散騎常侍)로 임명되었다.
588년(정명 2년) 수(隋)의 진왕(晉王) 양광(楊廣)이 진을 공격하자 주라후는 도독파협연강제군사(都督巴峽緣江諸軍事)가 되어 수의 진왕(秦王) 양준(楊俊)의 군을 저지하고 장강을 건너지 못하게 해 1개월 이상을 대치했으나, 이듬해 건강이 함락되고 후주가 항복해 포로가 되자 양광은 후주에게 편지를 쓰게 해서 주라후를 항복시켰다.

### 수나라에서의 생애
같은 해 가을에 상의동삼사(上儀同三司)로 임명되었다가 겨울에 빈주자사(豳州刺史)로 나갔다.
얼마 되지 않아 경주자사(涇州刺史)로 옮겼다가 어머니의 상을 당해 관직을 떠났으나, 후에 다시 빈주자사로 기용되었다.
598년(개황 18년) 문제(文帝)가 고구려와 요서(遼西)를 두고 전쟁을 일으키자 수군총관(水軍總管)에 임명되었으며, 동래(東萊)에서 바다를 건너 평양성(平壤城)으로 향했으나, 폭풍을 만나 배의 대부분이 표류하거나 침몰되어 공적을 세우지 못하고 귀환했다.
601년(인수 원년) 양광이 태자가 되자 동궁우우후솔(東宮右虞候率)로 임명되고 의녕군공(義寧郡公)에 봉해졌다가 우위솔(右衛率)로 옮겼으며, 604년(인수 4년) 양광이 양제(煬帝)로 즉위하고 한왕(漢王) 양량(楊凉)이 반란을 일으키자 양소(楊素)의 부관이 되어 이를 토벌했다.
이듬해 양량의 잔당이 아직 평정되지 않았으므로, 행강진여삼주제군사(行絳晉呂三州諸軍事)로 임명되고 군대를 진군시켜 잔당을 포위했는데, 유시에 맞은 후 수도에서 향년 64세로 세상을 떠났다.
사후에 주국(柱國)·우익위대장군(右翊衛大將軍)으로 추증되었으며, '장(壯)'이라는 시호를 받았다.

## 가족 관계
- 아버지 - 주법고(周法暠) : 양(梁)의 남강내사(南康內史)，임증현후(臨蒸縣侯)
  - 아들 - 주중안(周仲安) : 상개부의동삼사(上開府儀同三司)
  - 아들 - 주중은(周仲隱, 581년 ~ 649년) : 사지절(使持節), 당주제군사(唐州諸軍事), 당주자사(唐州刺史)

## 참고 자료
- 『수서』 「권65」
- 『북사』 「권76」